# Filmografia de Amácio Mazzaropi
Esta é a filmografia de Amácio Mazzaropi (1912–1981), um dos mais proeminentes e populares cineastas, produtores e atores cômicos do Brasil. Sua carreira no cinema estendeu-se de 1952 até seu último filme lançado em 1980. Mazzaropi não apenas estrelou a vasta maioria de seus 32 longas-metragens, mas também dirigiu 24 deles, escreveu ou co-escreveu diversos roteiros e produziu a maior parte de sua obra através de sua própria companhia, a PAM Filmes (Produções Amácio Mazzaropi), fundada em 1958. Seus filmes, que misturam comédia, drama e crítica social, consolidaram seu personagem Jeca como um ícone da cultura popular brasileira, atraindo milhões de espectadores e marcando a história do cinema nacional.

## Filmografia
A tabela abaixo lista os 32 longas-metragens de Amácio Mazzaropi em ordem cronológica de lançamento, com informações detalhadas sobre direção, companhia produtora, gênero, duração, bilheteria, papéis de Mazzaropi e observações adicionais, incluindo prêmios e contexto cultural. Seus filmes são reconhecidos por retratar o Brasil rural com humor e crítica social, conquistando amplo público.
| Ano  | Título Original                  | Direção                                    | Companhia Produtora   | Gênero            | Duração | Bilheteria (espectadores, aprox.) | Notas / Papel de Mazzaropi                                                                                        |
| ---- | -------------------------------- | ------------------------------------------ | --------------------- | ----------------- | ------- | --------------------------------- | --- |
| 1952 | Sai da Frente                    | Abílio Pereira de Almeida                  | Vera Cruz             | Comédia           | 80 min  | 1,2 milhão                        | Ator (Isidoro Colepicola). Primeiro filme de Mazzaropi. Indicado ao Prêmio Saci de Melhor Ator.                   |
| 1952 | Nadando em Dinheiro              | Abílio Pereira de Almeida e Ismar Pimentel | Vera Cruz             | Comédia           | 85 min  | 1,0 milhão                        | Personagem: Isidoro Colepicola. Continuação de Sai da Frente.                                                     |
| 1953 | Candinho                         | Abílio Pereira de Almeida                  | Vera Cruz             | Comédia, Drama    | 95 min  | 1,5 milhão                        | Personagem: Candinho. Um dos primeiros papéis principais de Mazzaropi.                                            |
| 1955 | A Carrocinha                     | Agostinho Martins Pereira                  | Vera Cruz             | Comédia           | 90 min  | 800 mil                           | Personagem: Jacinto. Filme aborda questões sociais urbanas.                                                       |
| 1956 | Fuzileiro do Amor                | Eurides Ramos                              | Cinematográfica Flama | Comédia           | 87 min  | 600 mil                           | Personagem: José Ambrósio / Recruta 22. Comédia militar com tom satírico.                                         |
| 1956 | O Gato de Madame                 | Agostinho Martins Pereira                  | Brasil Vita Filmes    | Comédia           | 92 min  | 700 mil                           | Personagem: Arlindo. Explora contrastes entre o rural e o urbano.                                                 |
| 1957 | O Noivo da Girafa                | Victor Lima                                | Cinematográfica Flama | Comédia           | 88 min  | 650 mil                           | Personagem: Aparício. Baseado em peça teatral homônima.                                                           |
| 1958 | Chico Fumaça                     | Victor Lima                                | Cinematográfica Flama | Comédia           | 90 min  | 1,8 milhão                        | Personagem: Chico. Primeiro grande sucesso da PAM Filmes.                                                         |
| 1958 | Chofer de Praça                  | Milton Amaral                              | PAM Filmes            | Comédia           | 95 min  | 2,0 milhão                        | Personagem: Caría (Zacarias). Primeiro filme da PAM Filmes. Venceu o Prêmio Governador do Estado de Melhor Filme. |
| 1959 | Jeca Tatu                        | Milton Amaral                              | PAM Filmes            | Comédia, Drama    | 100 min | 2,5 milhão                        | Personagem: Jeca. Adaptação da obra de Monteiro Lobato, consolidando o personagem Jeca.                           |
| 1960 | As Aventuras de Pedro Malasartes | Amácio Mazzaropi                           | PAM Filmes            | Comédia, Aventura | 98 min  | 2,3 milhão                        | Personagem: Pedro Malasartes. Primeiro filme dirigido por Mazzaropi. Inspirado em contos populares brasileiros.   |
| 1960 | Zé do Periquito                  | Amácio Mazzaropi e Ismar Pimentel          | PAM Filmes            | Comédia           | 92 min  | 2,1 milhão                        | Personagem: Zenó; também diretor. Comédia sobre a vida escolar.                                                   |
| 1961 | Tristeza do Jeca                 | Amácio Mazzaropi                           | PAM Filmes            | Comédia, Drama    | 105 min | 2,8 milhão                        | Personagem: Jeca; também diretor e roteirista. Venceu o Prêmio Saci de Melhor Filme.                              |
| 1962 | O Vendedor de Linguiça           | Amácio Mazzaropi                           | PAM Filmes            | Comédia           | 90 min  | 2,0 milhão                        | Personagem: Gustavo; também diretor. Retrata o comércio popular.                                                  |
| 1963 | Casinha Pequenina                | Amácio Mazzaropi                           | PAM Filmes            | Comédia, Drama    | 110 min | 2,4 milhão                        | Personagem: Chico; também diretor. Primeiro filme colorido de Mazzaropi. Indicado ao Prêmio Saci.                 |
| 1964 | O Lamparina                      | Amácio Mazzaropi                           | PAM Filmes            | Comédia, Aventura | 102 min | 2,2 milhão                        | Personagem: Bernardino Jabá / Lamparina; também diretor. Ambientado no sertão nordestino.                         |
| 1965 | Meu Japão Brasileiro             | Amácio Mazzaropi                           | PAM Filmes            | Comédia           | 100 min | 2,6 milhão                        | Personagem: Fofuca; também co-diretor. Explora a imigração japonesa no Brasil.                                    |
| 1966 | O Corintiano                     | Amácio Mazzaropi                           | PAM Filmes            | Comédia           | 95 min  | 3,0 milhão                        | Personagem: Seu Mané / Manuel. Um dos maiores sucessos de bilheteria de Mazzaropi.                                |
| 1967 | O Jeca e a Freira                | Amácio Mazzaropi                           | PAM Filmes            | Comédia, Drama    | 98 min  | 2,7 milhão                        | Personagem: Sigismundo; também diretor. Mistura comédia com crítica religiosa.                                    |
| 1968 | No Paraíso das Solteironas       | Amácio Mazzaropi                           | PAM Filmes            | Comédia           | 97 min  | 2,5 milhão                        | Personagem: Joaquim Kabrito / J.K.; também diretor. Sátira sobre a vida rural.                                    |
| 1969 | Uma Pistola para Djeca           | Amácio Mazzaropi                           | PAM Filmes            | Comédia, Faroeste | 100 min | 2,3 milhão                        | Personagem: Gumercindo; também diretor. Paródia de faroestes americanos.                                          |
| 1970 | Betão Ronca Ferro                | Amácio Mazzaropi                           | PAM Filmes            | Comédia           | 105 min | 2,4 milhão                        | Personagem: Betão; também diretor. Explora o universo dos caminhoneiros.                                          |
| 1972 | O Grande Xerife                  | Amácio Mazzaropi                           | PAM Filmes            | Comédia, Faroeste | 103 min | 2,2 milhão                        | Personagem: Inácio Pororoca; também diretor. Segunda incursão no gênero faroeste.                                 |
| 1973 | Um Caipira em Bariloche          | Amácio Mazzaropi e Pio Zamuner             | PAM Filmes            | Comédia           | 108 min | 2,9 milhão                        | Personagem: Polidoro; também co-diretor. Comédia sobre turismo internacional.                                     |
| 1974 | Portugal... Minha Saudade        | Amácio Mazzaropi                           | PAM Filmes            | Comédia, Drama    | 110 min | 2,6 milhão                        | Personagem: Sabino / Agostinho da Silva; também diretor. Homenagem à imigração portuguesa.                        |
| 1975 | O Jeca Macumbeiro                | Amácio Mazzaropi e Pio Zamuner             | PAM Filmes            | Comédia           | 95 min  | 2,5 milhão                        | Personagem: Pirola; também diretor. Sátira às práticas de macumba.                                                |
| 1976 | Jeca Contra o Capeta             | Amácio Mazzaropi e Pio Zamuner             | PAM Filmes            | Comédia           | 92 min  | 2,3 milhão                        | Personagem: Poluído; também co-diretor. Continuação temática de O Jeca Macumbeiro.                                |
| 1977 | Jecão, um Fofoqueiro no Céu      | Amácio Mazzaropi e Pio Zamuner             | PAM Filmes            | Comédia           | 98 min  | 2,4 milhão                        | Personagem: Jecão; também diretor e roteirista. Comédia com elementos fantásticos.                                |
| 1978 | O Jeca e o seu Filho Preto       | Amácio Mazzaropi e Pio Zamuner             | PAM Filmes            | Comédia, Drama    | 100 min | 2,8 milhão                        | Personagem: Zé; também co-diretor. Aborda questões raciais.                                                       |
| 1979 | A Banda das Velhas Virgens       | Amácio Mazzaropi e Pio Zamuner             | PAM Filmes            | Comédia           | 97 min  | 2,7 milhão                        | Personagem: Gostoso / Ananias; também diretor. Um dos últimos grandes sucessos de Mazzaropi.                      |
| 1980 | O Jeca e a Égua Milagrosa        | Amácio Mazzaropi e Pio Zamuner             | PAM Filmes            | Comédia           | 95 min  | 2,5 milhão                        | Personagem: Raimundo; também diretor. Último filme lançado em vida por Mazzaropi.                                 |

## Filme não realizado
- Maria Tomba Homem (também chamado O Jeca e a Maria Tomba Homem) - Seria o 33º filme da carreira de Mazzaropi, com lançamento previsto para 1981. O projeto foi interrompido devido à doença e posterior falecimento do cineasta em 1981. O roteiro, parcialmente concluído, abordava temas de gênero e comédia rural.[11][12]

## Impacto cultural
Os filmes de Amácio Mazzaropi são amplamente reconhecidos por sua representação autêntica do homem do interior brasileiro, com o personagem Jeca se tornando um símbolo da cultura caipira. Suas produções combinavam humor acessível, crítica social e uma visão nostálgica do Brasil rural, conquistando milhões de espectadores e influenciando gerações de cineastas. A PAM Filmes foi essencial para a independência criativa de Mazzaropi, permitindo-lhe controlar todos os aspectos de suas produções. Seus filmes também abordaram questões como imigração, racismo, xenofobia, religiosidade e desigualdade social, sempre com um tom leve, mas impactante.

## Prêmios e indicações
Mazzaropi recebeu diversos reconhecimentos por sua contribuição ao cinema brasileiro:
- Prêmio Saci: Indicado por Sai da Frente (1952) e Casinha Pequenina (1963); venceu por Tristeza do Jeca (1961).[7]
- Prêmio Governador do Estado: Venceu por Chofer de Praça (1958).[10]
- Homenagem póstuma: Recebeu o Prêmio Especial do Júri no Festival de Gramado de 1981 por sua carreira.[14]